# Catena (meccanica)

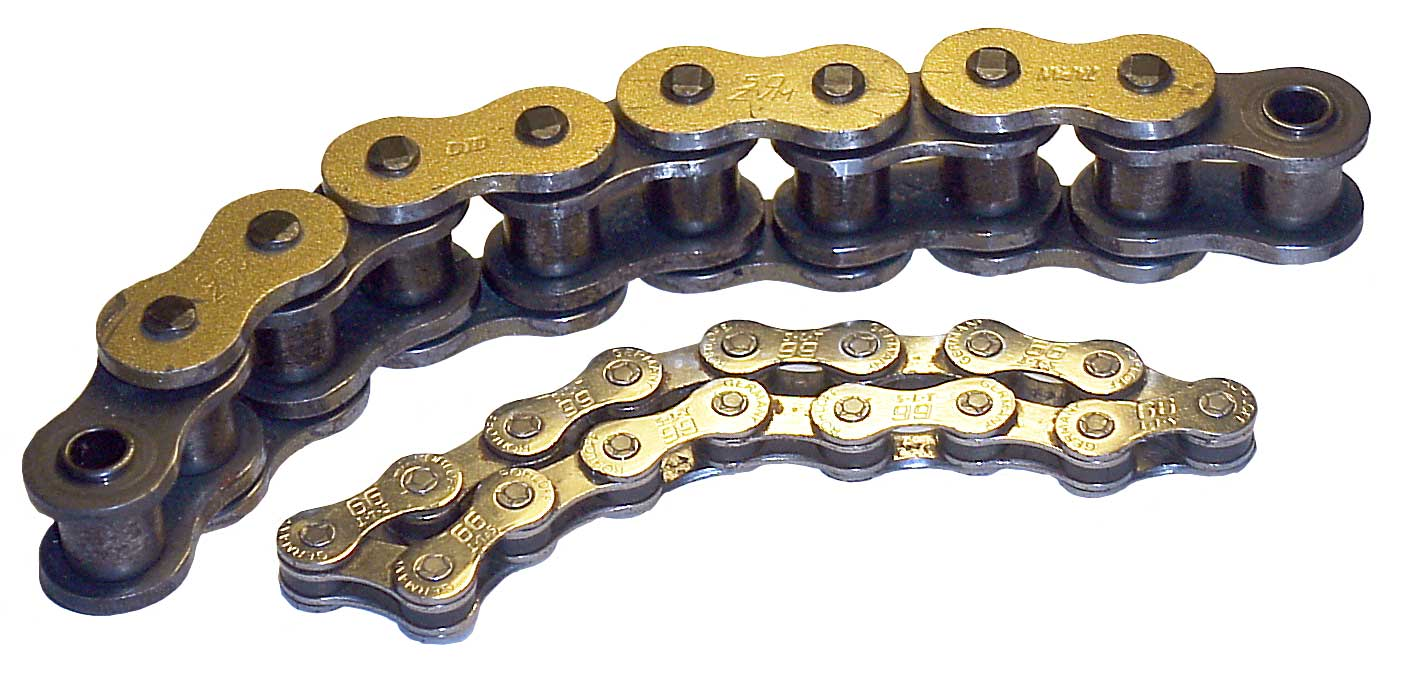
Catene Galle, di trasmissione per motocicli e biciclette

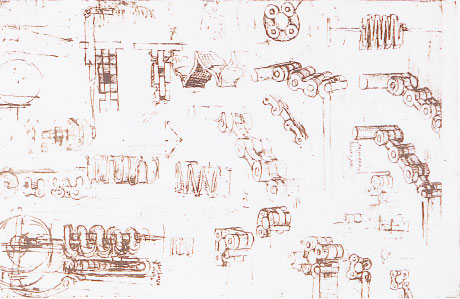
Schizzo di una catena di Leonardo da Vinci

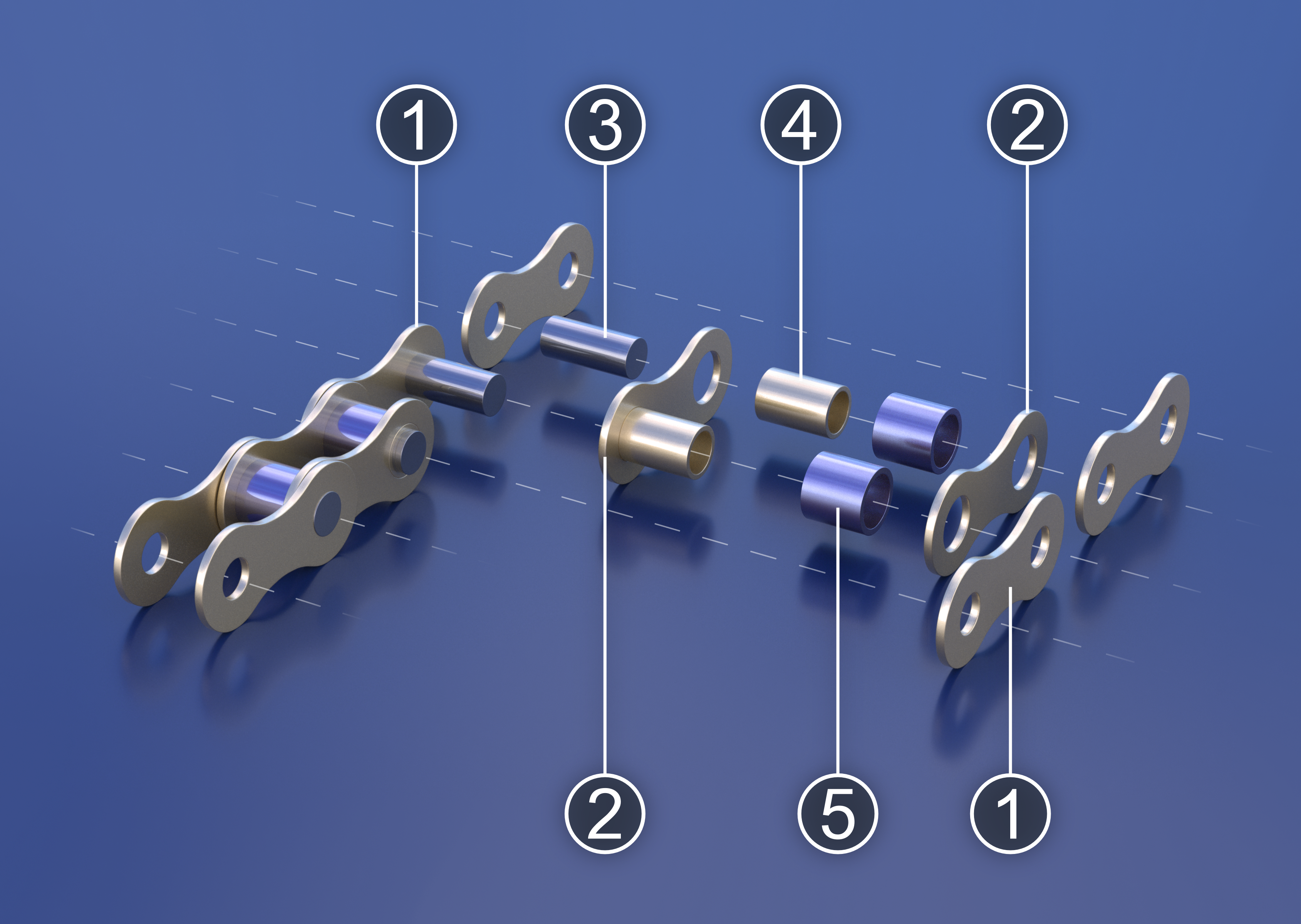
1) Maglia esterna
2) Maglia interna
3) Perno
4) Bussole
5) Rullo girevole

La catena è un organo meccanico di trasmissione, suddivisa in diverse tipologie. Nella sua forma più semplice è costituita da una successione di anelli metallici, mentre nella sua forma più complessa è costituita da una successione di perni collegati fra loro tramite piastrine, dotate di una certa possibilità di movimento relativo, che vanno a formare la cosiddetta maglia: generalmente quest'ultimo tipo viene utilizzato per trasmettere il moto fra due alberi rotanti.

## Tipologia delle catene
Le catene sono essenzialmente di due tipi:
- Ad anelli
- Articolata

Le catene articolate hanno un rendimento di trasmissione del moto compreso tra 0,94 e 0,96.

### Catena ad anelli

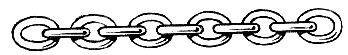
Catena ad anelli

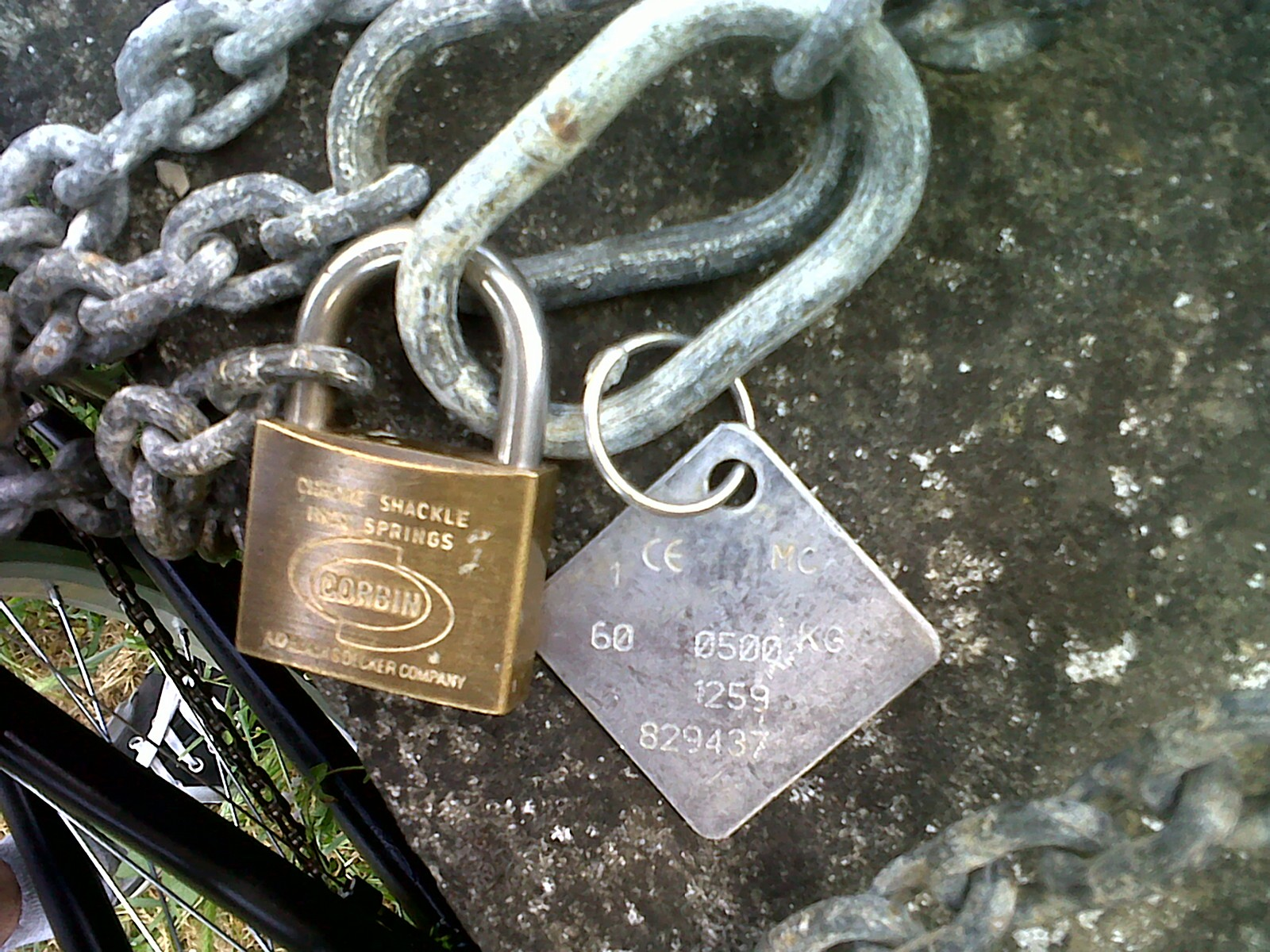
Catena certificata

La catena ad anelli è costituita da una successione di anelli che si legano a vicenda consentendo una massima flessibilità. Gli anelli della catena possono essere tutti della stessa misura o differenziati, di tipo aperto (richiusi su se stessi) o chiuso (saldati)

### Catena articolata Galle o a rulli

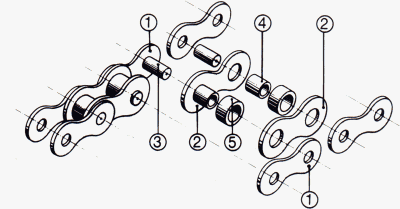
Struttura di una catena Galle

La catena articolata Galle è costituita da anelli articolati e scomponibili, formati da perni e piastrine. Questo tipo di catena si può flettere su un solo asse.
Venne ideata per la prima volta da Leonardo Da Vinci, ma brevettata solo nel 1832 da Meduel Gall, che l'applicò per la prima volta ad una bicicletta.

### Catena articolata silenziosa

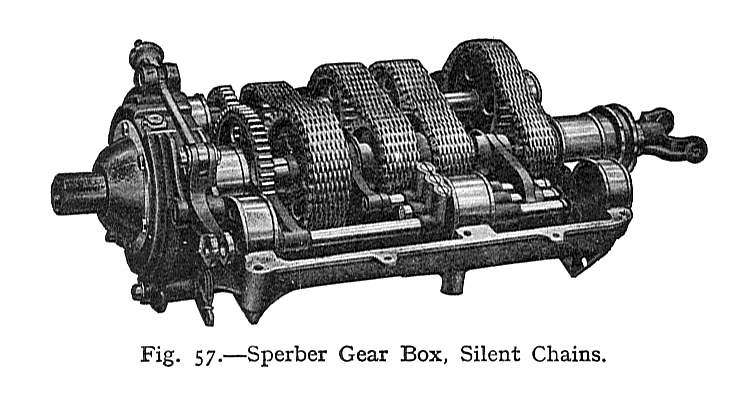
Catena silenziosa usata in un cambio

Variante della catena Galle, utilizzata nella distribuzione dei motori a quattro tempi. In passato venne utilizzata anche per alcuni cambi o trasmissioni primarie.
Tali catene non sono dotate di rullo girevole, ma composte solo da perni e piastre di trazione e piastre guida. Le piastre guida possono essere centrali o esterne e possono essere a fila singola o multipla e devono garantire un allineamento della catena per evitare che si sposti lateralmente sull'ingranaggio, le piastre di trazione devono invece garantire la trazione e sono generalmente molto più numerose rispetto a quelle guida.
Rispetto alla catene a rulli sono più silenziose e possono raggiungere velocità maggiori.

### Catena articolata Half-link

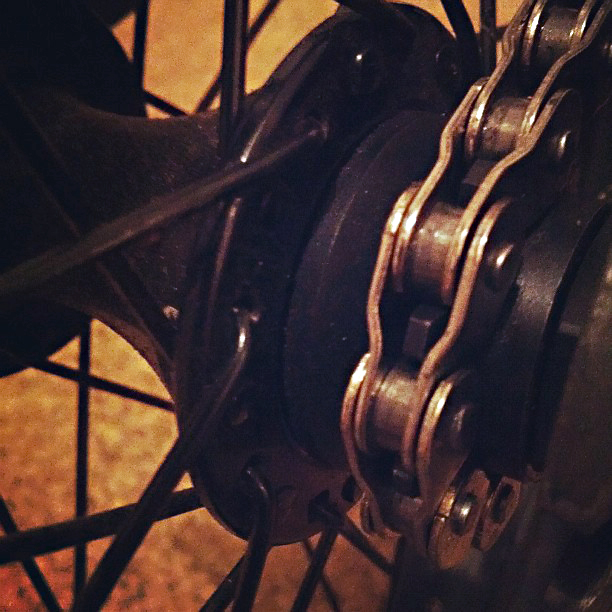
Struttura di una catena Half-link

Si tratta di una variante della catena articolata Galle, dove non vi sono elementi articolati di maglia esterni ed interni, ma ciascun elemento ha un lato di giunzione interno ed uno esterno. Questa struttura permette di rimuovere anche un solo elemento, mentre con la catena articolata Galle si devono rimuovere due elementi o suoi multipli. In alternativa sulle catene articolate galle è possibile accogliere un elemento di catena Half-link. La possibilità di rimuovere un solo elemento, permette di migliorare il gioco catena, qualora non sia registrabile in altro modo, oltre a permettere una migliore versatilità.

## Applicazioni
La catena può essere utilizzata in molti ambiti, assumendo di conseguenza nomi differenti:

### Catena per ormeggio
La catena per ormeggio è un tipo di catena nel quale i perni sono costituiti da un tondino di ferro ad anello chiuso mediante saldatura. Tali perni a forma d'anello (tubi) sono collegati fra di loro in modo da concedere un'ampia possibilità di movimento relativo.

### Catena di sollevamento
La catena di sollevamento è un tipo di catena nella quale i perni sono costituiti da anelli chiusi e collegati fra loro in modo da concedere una certa possibilità di movimento relativo; sono tali, ad esempio, le catene costituite da maglie con traversino, dette calibrate, che posseggono una maggiore precisione nella lavorazione rispetto alle catene per ormeggio. Le catene di sollevamento devono potersi avvolgere su ruote munite di scanalature, dette impronte, nelle quali le maglie debbono incastrarsi. Nell'ambito delle gru, possono essere classificate fra gli accessori sottogancio.

### Catena di trasmissione

Catena

Le catene di trasmissione, in genere del tipo Galle, devono rispettare le caratteristiche meccaniche minime dell'applicazione a cui vengono destinate, per cui vengono leggermente sovradimensionate per la loro esposizione all'esterno.

#### Bicicletta

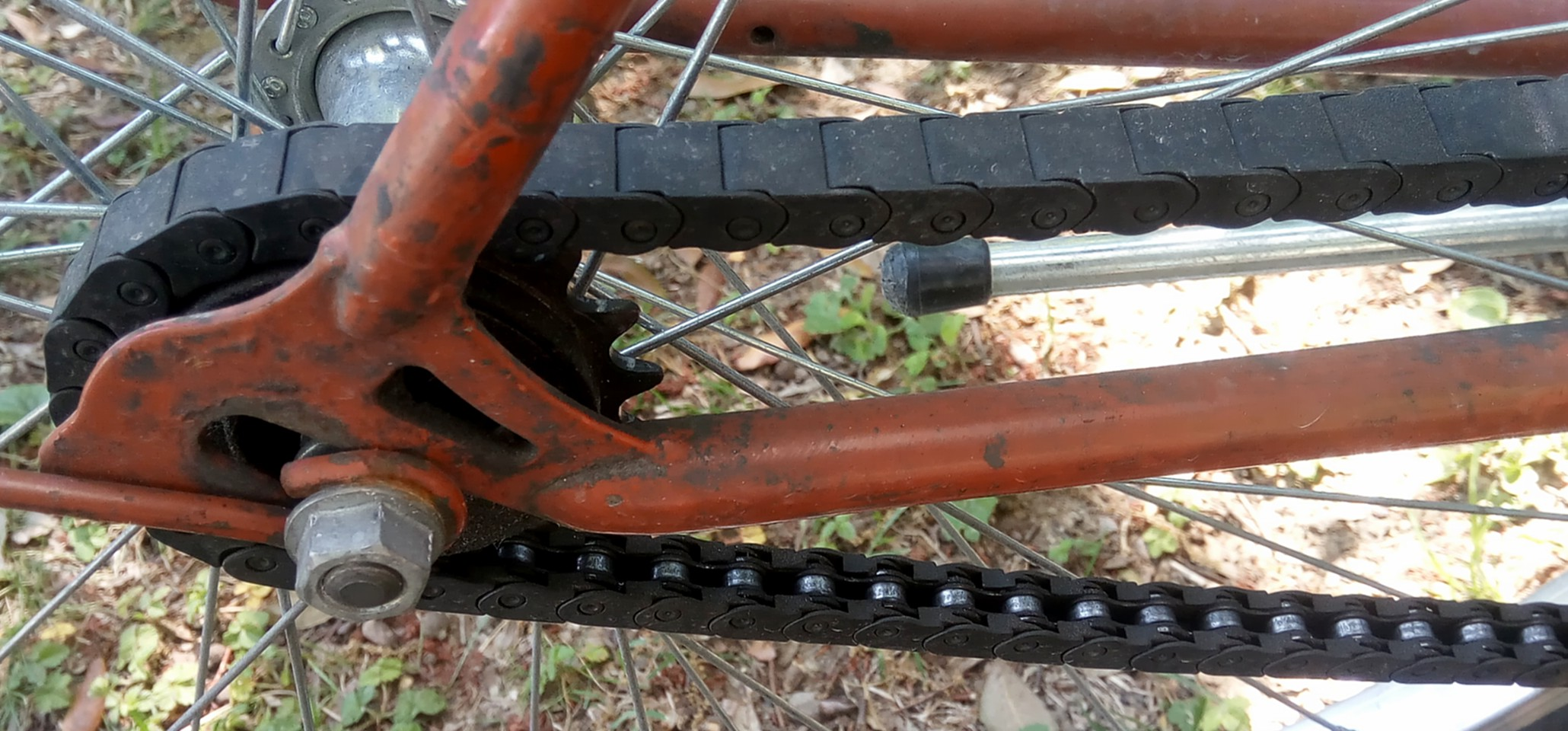
Copertura protettiva rigida articolata per catena da bicicletta montata

La catena di trasmissione è una parte essenziale di una bicicletta, e permette la trasmissione del moto circolare eseguito dal ciclista tramite la pedalata, dall'asse del movimento centrale alla ruota.
Ciò è possibile poiché l'asse del movimento centrale è solidale con una o più corone dentate mentre la ruota posteriore è solidale con uno o più pignoni. L'uso di ruote dentate multiple permette di variare il rapporto di trasmissione in maniera da poter avere una cadenza di pedalata ottimale in ogni situazione.
In commercio vi sono vari standard, tutti con lunghezza di 1/2 pollice pari a 1,27 cm. I più diffusi contemplano catene le cui maglie hanno i rullini con larghezza di ⅛" di pollice, pari a 0,3175 cm, nel caso delle bici a singola velocità, con cambio nel mozzo o nelle bicicletta a scatto fisso, mentre nelle bici con cambio a parallelogramma le catene sono più strette, le cui maglie hanno rullini con larghezza di 3/32 pollici, pari a 0,238125 cm, o ancor meno nel caso delle moderne bici da corsa a 8, 9, 10 e 11 pignoni posteriori. Per queste catene sono stati studiati diversi sistemi di protezione, sia carter più o meno estesi che fissi al telaio, o protezioni articolate montate direttamente alla catena.

#### Motocicletta
La catena di trasmissione è una parte essenziale di una motocicletta e permette la trasmissione del moto eseguito dal pignone del cambio, dall'asse del movimento centrale alla ruota. La trasmissione delle motociclette è differente da quella delle biciclette, poiché sulle moto la trasmissione finale a catena, avviene da un solo pignone ad una sola corona, pertanto la catena non deve subite torsioni e questo ne facilita la costruzione.

#### Protezioni
I vari sistemi di trasmissione dei vari mezzi possono essere applicati in vari modi, dal più semplice, che non prevede alcuna copertura, alla copertura applicata direttamente sulla catena, alle coperture della catena (carter), ma applicate al telaio del mezzo.

### Catena di distribuzione

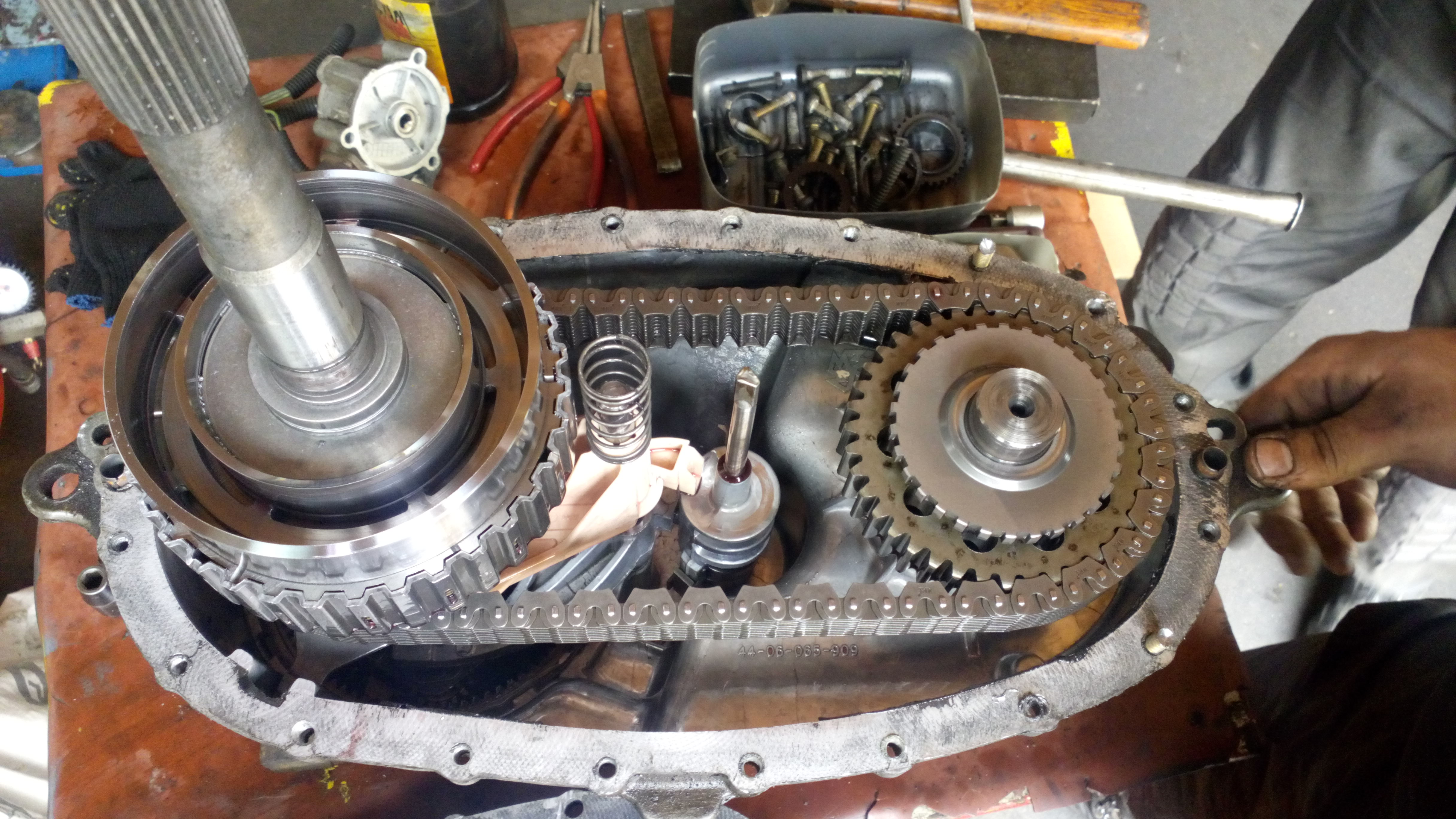
Sistema a catena morse

La catena di distribuzione, che può essere del tipo morse o simplex, è una parte essenziale della distribuzione nella quasi totalità dei motori 4 tempi, infatti questa permette la trasmissione del movimento dall'albero motore all'albero a camme; Un'altra applicazione di questa catena è quella di trasmettere il moto dall'albero motore all'albero equilibratore (contr'albero), ma quasi mai si utilizza la catena di distribuzione per il solo albero equilibratore, quindi si ha che questa catena governa entrambi gli organi.

### Catena da motosega

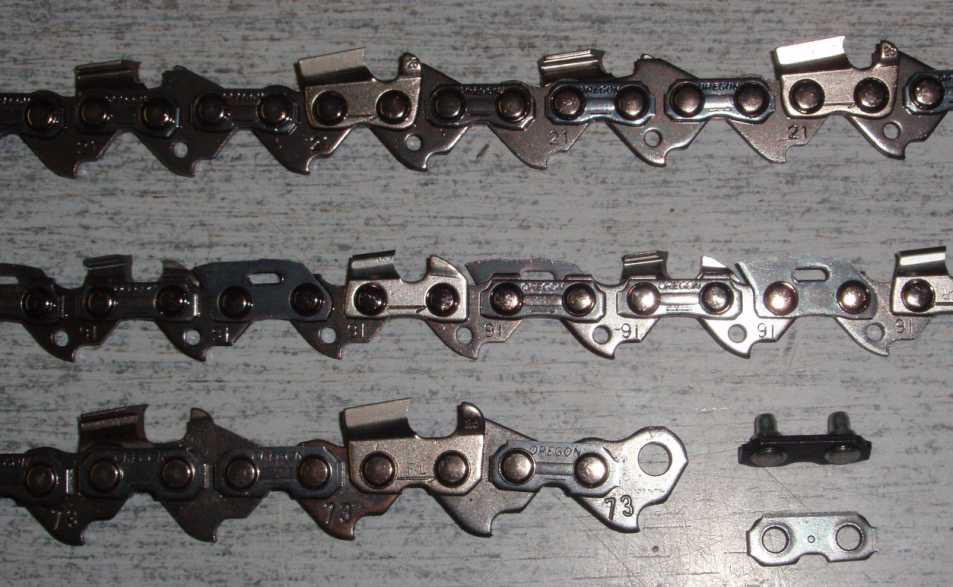
Catena da taglio con maglia di sicurezza (per motosega)

Le catene da taglio, hanno una forma molto particolare, che ricorda molto la catena articolata galle, tuttavia in questo tipo di catena, i perni, o rivetti di giunzione, hanno la funzione di collegare le piastre e permettere l'articolazione della catena. Le piastre, infatti sono di tre tipi:
- Maglia di trascinamento e guida, la piastra permette alla motosega di trasmettere il moto;
- Maglie di unione, piastre di giunzione;
- Maglie taglienti, piastre incaricate di tagliare il legno, costituite da:
  - Tallone, o limitatore di profondità: determina lo spessore del truciolo e quindi la velocità d'affondamento della catena
  - Tagliente, elemento che va a creare il truciolo, ne esistono di diversi tipi:
    - a scalpello o piena sgorbia o chisel/full chisel. Dispone di uno spigolo vivo tra la lama e il suo supporto;
      - Chamfer Chisel, rispetto al tagliente a scalpello possiede lo spigolo tra lama e supporto inclinato;
      - Duro la sgorbia è un tagliente in metallo duro, applicato al supporto.
      - da strappo o ripping chain sono delle taglienti a scalpello aventi un'inclinazione dell'angolo di affilatura ridotto, generalmente pari o minore a 10°

    - a mezzo scalpello o mezza sgorbia o micro chisel, lo spigolo tra la lama e il suo supporto è rotondeggiante;
    - Semi chisel il tagliente ha una forma intermedia tra il "full chisel" e il "micro chisel"

Tra le maglie taglienti è possibile distinguere diversi tipi:
- Normale, il tallone ha un andamento a 90°, detto scalino, rispetto alla maglia precedente;
- Con tallone di sicurezza, il tallone ha un profilo a scivolo rispetto alla maglia precedente;
- Con maglia di sicurezza, è una catena normale, ma con le maglie di unione profilate in modo diverso, invece che essere piatte, si alzano fino ad arrivare al tallone, creando uno scivolo lungo[2].

### Catene da neve

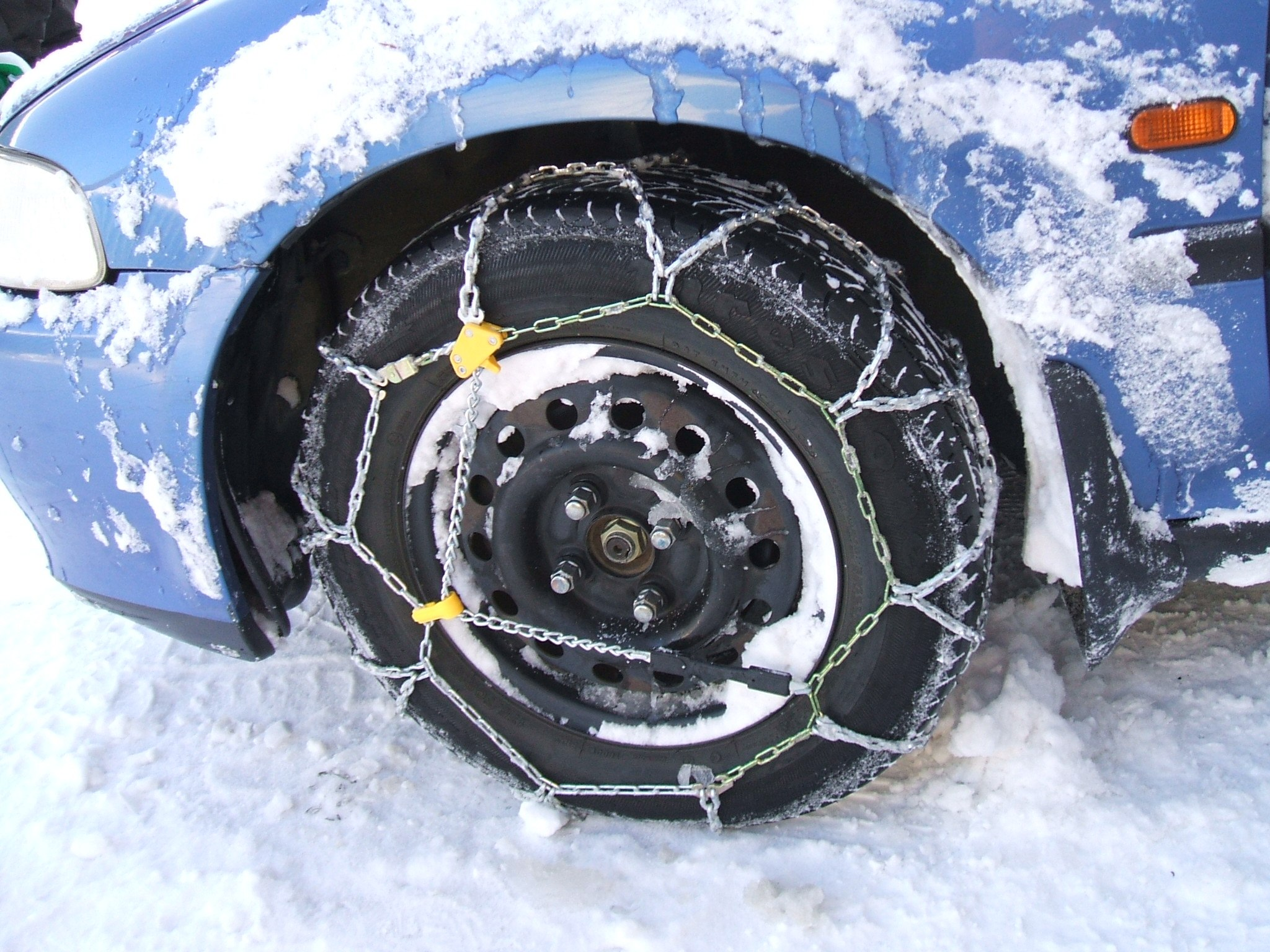
Catena da neve

La catena da neve è un sistema di catene ad anelli che, montato sugli pneumatici, permette la circolazione sulla neve, e, se dotato di alcuni accorgimenti specifici, anche sul ghiaccio.

## Misure delle catene
Le misure delle catene variano a seconda della tipologia di costruzione.

### A maglia articolata Galle

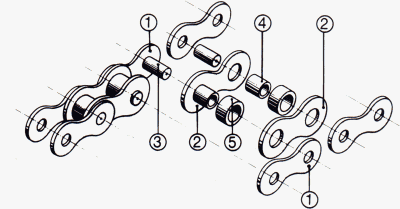
Catena articolata Galle

Queste catene sono caratterizzate da due misure fondamentali:
- la lunghezza del passo;
- la larghezza interna della maglia.

Per esprimere tali caratteristiche viene utilizzato un solo codice numerico standardizzato, composto da tre cifre, che ne esprime entrambi i valori (esempi: 415, 420, 428, 520, 525, 530).

### Ad anello
Le misure di queste catene sono più semplici rispetto al tipo di catena precedente, queste misure sono:
- Diametro, la misura più importante per questo tipo di catena: per diametro s'intende lo spessore del filo utilizzato per creare i vari anelli.
- Grandezza, questa misura non viene quasi mai considerata, ma esprime il diametro dell'anello, nel caso questo sia rotondo, nel caso invece questo sia ovale, tale dato è costituito dalla misura dei due assi.

### Da taglio
Nelle catene da taglio per motoseghe si hanno diverse misure:
- Passo, caratterizza la distanza delle creste tra le maglie di trascinamento/guida, con cui la catena si ingrana con il pignone (Rocchetto di trasmissione, che può essere a corona/anulare o sperone/stella), generalmente questa è la prima misura presente sulla sigla della catena (¼", ⅜", .325", .404")
- Spessore cursore/guida: questa è la misura dello spessore del cursore della maglia di trascinamento/guida della catena che scorre nella gola della lama della motosega, generalmente questo è il secondo valore presente sulla sigla della catena (.42", .50", .58", .63")
- 'Altezza/profilo: le catene normali non dispongono di alcuna dicitura, mentre quelle più basse riportano la dicitura, "mini" o, "Basso profilo"
- Lunghezza lama: viene espressa in pollici o in centimetri o per numero di maglie. Questa misura è presente solo nelle catene chiuse già pronte.[2]
- Angoli di affilatura: a seconda del tipo di catena e del suo utilizzo si devono regolare i diversi angoli di taglio in modo differente
  - Angolo di taglio: determina il bisello del dente
  - Angolo di affilatura: indica l'inclinazione del bisello rispetto al suo avanzamento
  - Delimitatore del taglio: protuberanza che limita la profondità del taglio per evitare un sovraccarico del dente
  - Inclinazione portalima per alcune catene la lima potrebbe richiedere inclinazioni diverse rispetto al tradizionale 90°

## Effetto poligonale
Rispetto ai sistemi a fune o cinghia, le varie catene subiscono tale effetto in quanto i vari perni di unione le spezza e forma tanti piccoli assi, che non possono aderire alla circonferenza primitiva della ruota dentata, ma si adagia su essa come se fosse un poligono inscritto nella circonferenza, questo provoca vibrazione data dal continuo e ripetuto spostamento e movimento in alto e in basso, oltre a verificarsi una velocità di contatto o differente tra i perni e i denti della ruota, creando di fatto un urto con ulteriore rumore, tale fenomeno viene mitigato da una densità maggiore dei denti impiegati a parità di circonferenza dell'ingranaggio.